# Myotis tricolor
Myotis tricolor је врста слепог миша из породице вечерњака (лат. Vespertilionidae).

## Распрострањење
Врста је присутна у ДР Конгу, Етиопији, Замбији, Зимбабвеу, Јужноафричкој Републици, Кенији, Либерији, Малавију, Мозамбику, Руанди, Свазиленду и Танзанији.

## Станиште
Врста Myotis tricolor има станиште на копну.

## Угроженост
Ова врста није угрожена, и наведена је као последња брига јер има широко распрострањење.

### Популациони тренд
Популациони тренд је за ову врсту непознат.